# Ömer Can Sokullu
Ömer Can Sokullu (* 14. August 1988 in Bolu) ist ein türkischer Fußballspieler.

## Karriere

### Verein
Ömer Can Sokullu begann mit dem Vereinsfußball in der Jugend von Balkan Yeşilbağlarspor. Von hier aus wechselte er 2003 in die Jugend des damaligen Drittligisten Pendikspor und erhielt dort 2006 einen Profivertrag. Nach fünf Jahren bei Pendikspor wechselte er zum Süper-Lig-Verein Istanbul Büyükşehir Belediyespor. Am Saisonende 2021/13 stieg er mit dem Verein in die TFF 1. Lig ab. In der 2. Liga erreichte er mit seinem Team die Meisterschaft und damit den direkten Wiederaufstieg in die Süper Lig. Nach dem Aufstieg beendete er mit seinem Klub, der sich im Sommer 2014 in Istanbul Başakşehir umbenannte, die Erstligasaison 2014/15 überraschend als Tabellenvierter und qualifizierte sich für die die UEFA Europa League. Für die Saison 2015/16 wurde er an den Zweitligisten Karşıyaka SK ausgeliehen. Zur Saison 2016/17 wechselte er zum Zweitligisten Ümraniyespor und nach einer Saison zum Drittligisten Kastamonuspor 1966. Auch dort blieb er nur ein Jahr und ging dann zurück zu Pendikspor. Von dort wechselte er 2021 zum Ligarivalen Sakaryaspor und seit 2022 steht er nun bei Kırklarelispor in der TFF 2. Lig unter Vertrag.

### Nationalmannschaft
Von 2005 bis 2007 absolvierte Sokullu insgesamt acht Partien für diverse türkische Jugendnationalmannschaften.

## Erfolge
Istanbul BB/Başakşehir
- Meister der TFF 1. Lig und Aufstieg in die Süper Lig: 2013/14
- Tabellenvierter der Süper Lig: 2014/15